# باول كولينز
باول كولينز (بالإنجليزية: Paul Collins)‏ (31 مايو 1997 بساموا الأمريكية في الولايات المتحدة - ) هو لاعب كرة قدم أمريكي في مركز الدفاع. شارك مع منتخب ساموا الأمريكية تحت 17 سنة لكرة القدم ومنتخب ساموا الأمريكية تحت 20 سنة لكرة القدم ومنتخب ساموا الأمريكية لكرة القدم.

## وصلات خارجية
- باول كولينز على موقع قاعدة بيانات كرة القدم.إي يو (الإنجليزية)
- باول كولينز على موقع ناشيونال فوتبول تيمز (الإنجليزية)